# Ianis Stoica
Ianis Stoica (sinh ngày 8 tháng 12 năm 2002) là một cầu thủ bóng đá người România thi đấu cho Steaua București ở vị trí midfielder.

## Đời sống cá nhân
Bố của Stoica, Pompiliu, cũng từng là một cầu thủ của Steaua București.

## Thống kê sự nghiệp

### Câu lạc bộ
| Câu lạc bộ          | Mùa giải            | Giải vô địch | Giải vô địch | Cúp     | Cúp       | Châu Âu | Châu Âu   | Khác    | Khác      | Tổng cộng | Tổng cộng | Tổng cộng |
| Câu lạc bộ          | Mùa giải            | Số trận      | Bàn thắng    | Số trận | Bàn thắng | Số trận | Bàn thắng | Số trận | Bàn thắng | Số trận   | Bàn thắng |           |
| ------------------- | ------------------- | ------------ | ------------ | ------- | --------- | ------- | --------- | ------- | --------- | --------- | --------- | --------- |
| Steaua București    | 2017–18             | –            | –            | 3       | 1         | –       | –         | –       | –         | 3         | 1         |           |
| Tổng cộng           | Tổng cộng           | –            | –            | 3       | 1         | –       | –         | –       | –         | 3         | 1         |           |
| Tổng cộng sự nghiệp | Tổng cộng sự nghiệp | –            | –            | 3       | 1         | –       | –         | –       | –         | 3         | 1         |           |

Thống kê chính xác đến trận đấu diễn ra ngày 1 tháng 3, 2018